# Salon Królestw

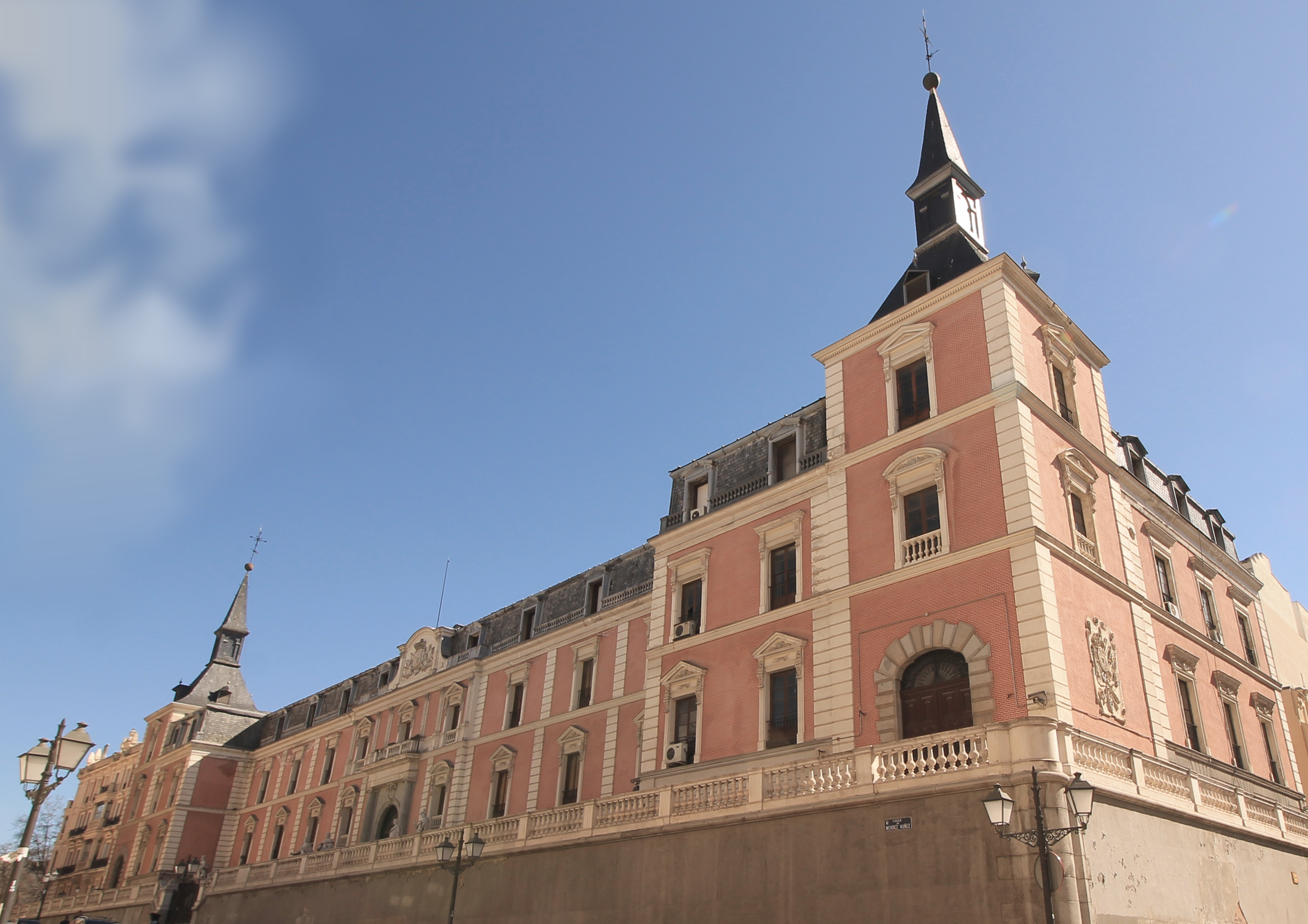
Muzeum Wojska w Madrycie

Salon Królestw (hiszp. Salón de Reinos) – dawna sala tronowa pałacu Buen Retiro w Madrycie, mieszcząca obecnie część ekspozycji Museo del Ejército (Muzeum Wojska).
Jej dekoracja w latach 30. XVII wieku ma doniosłe znaczenie dla historii sztuki, gdyż uczestniczyli w niej najwięksi artyści hiszpańskiego Złotego Wieku, jak Diego Velázquez, czy Francisco de Zurbarán.

## Historia

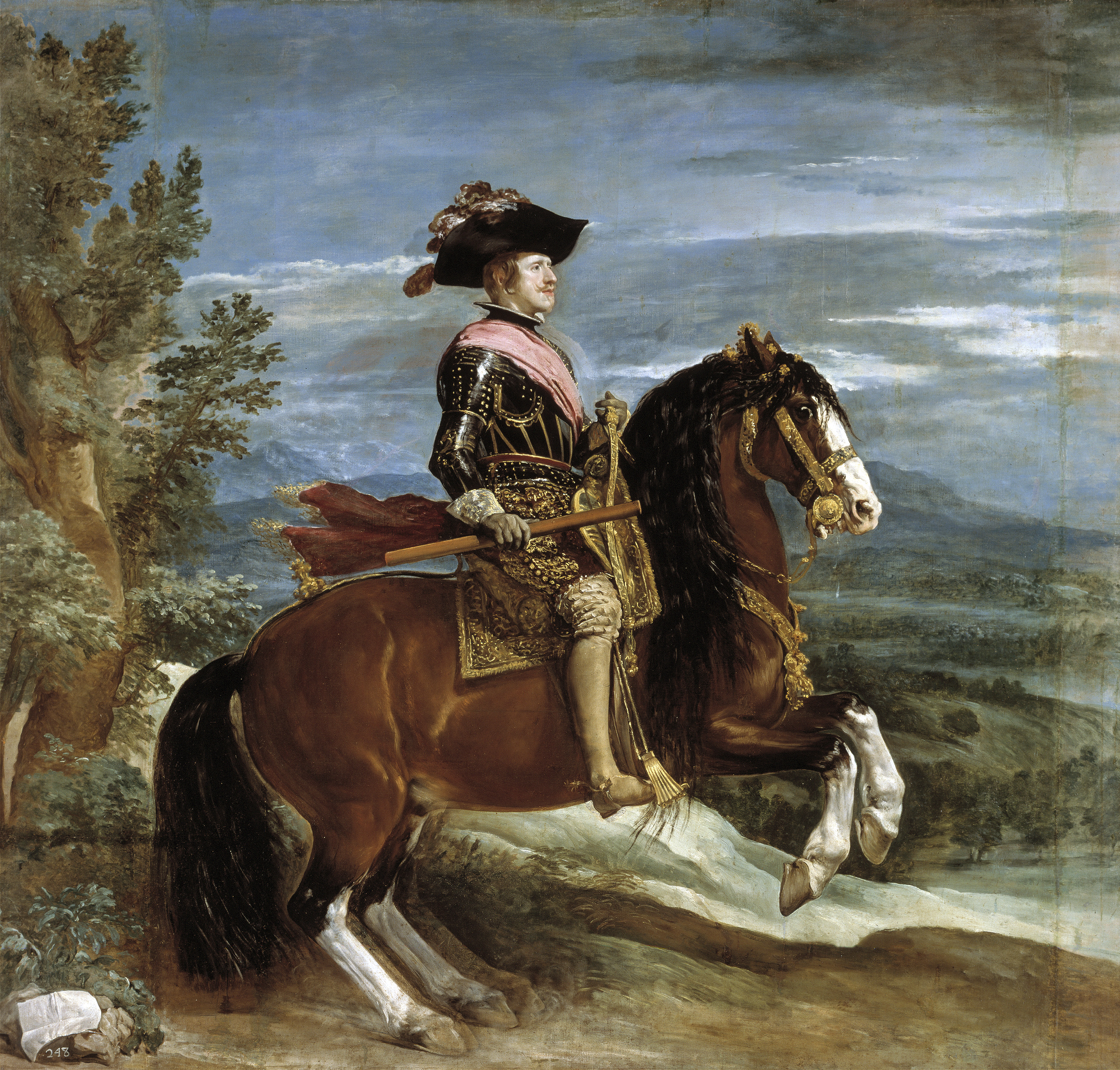
Portret konny króla Filipa IV

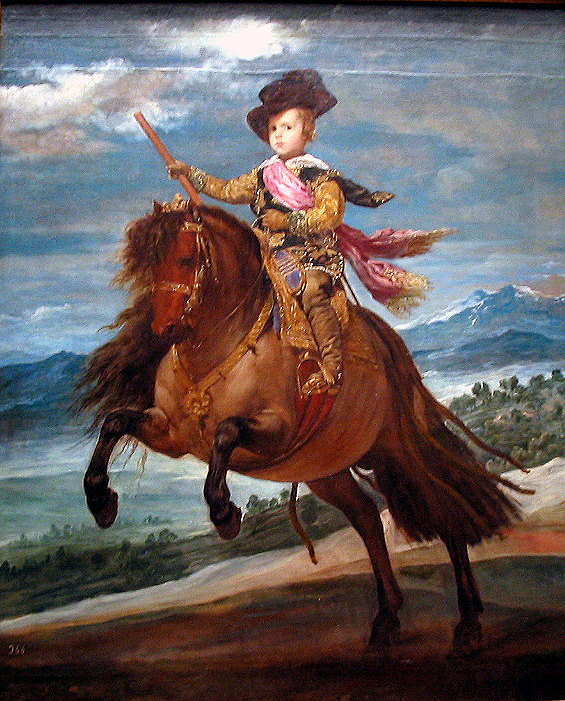
Portret konny infanta Baltasara Carlosa

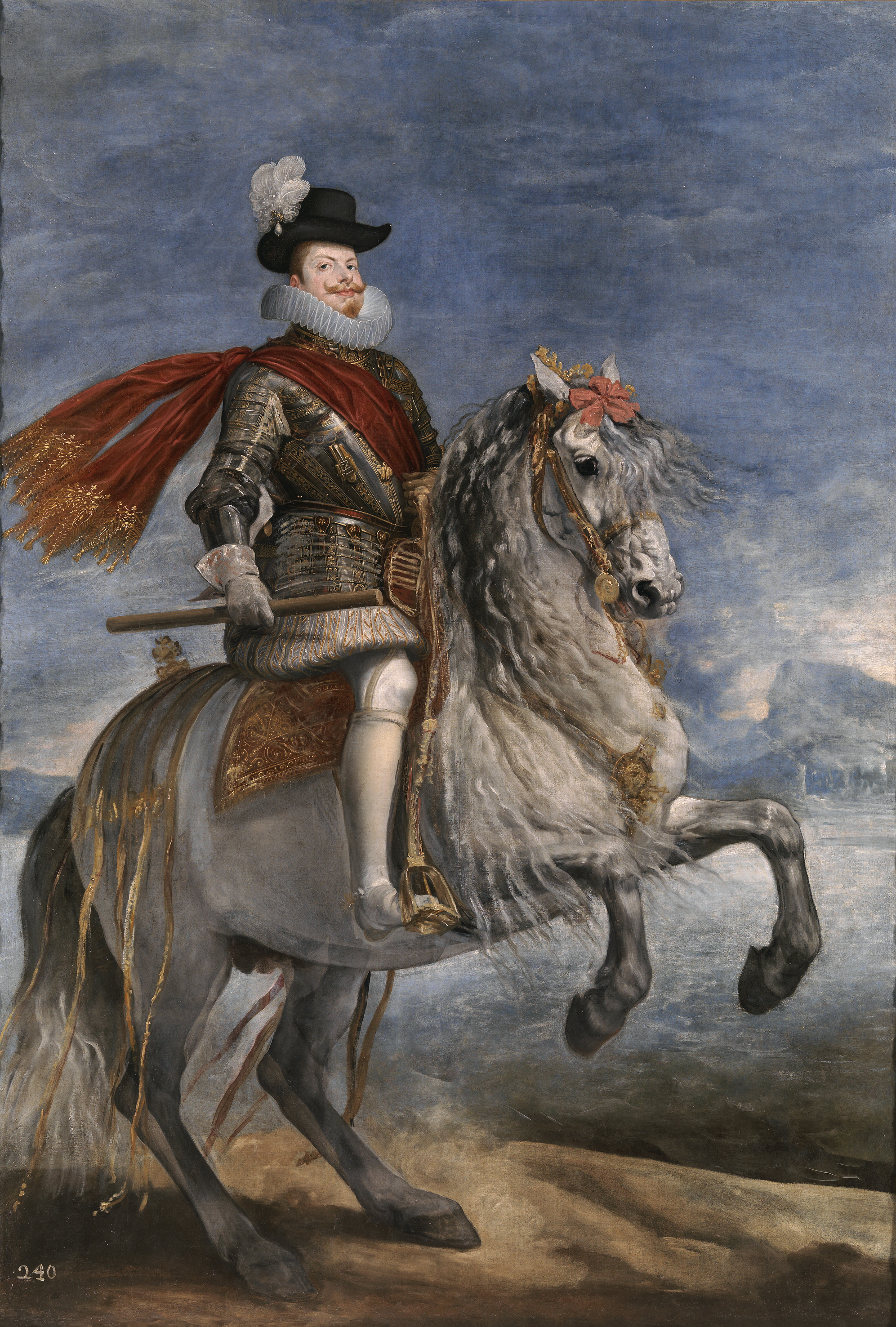
Portret konny króla Filipa III

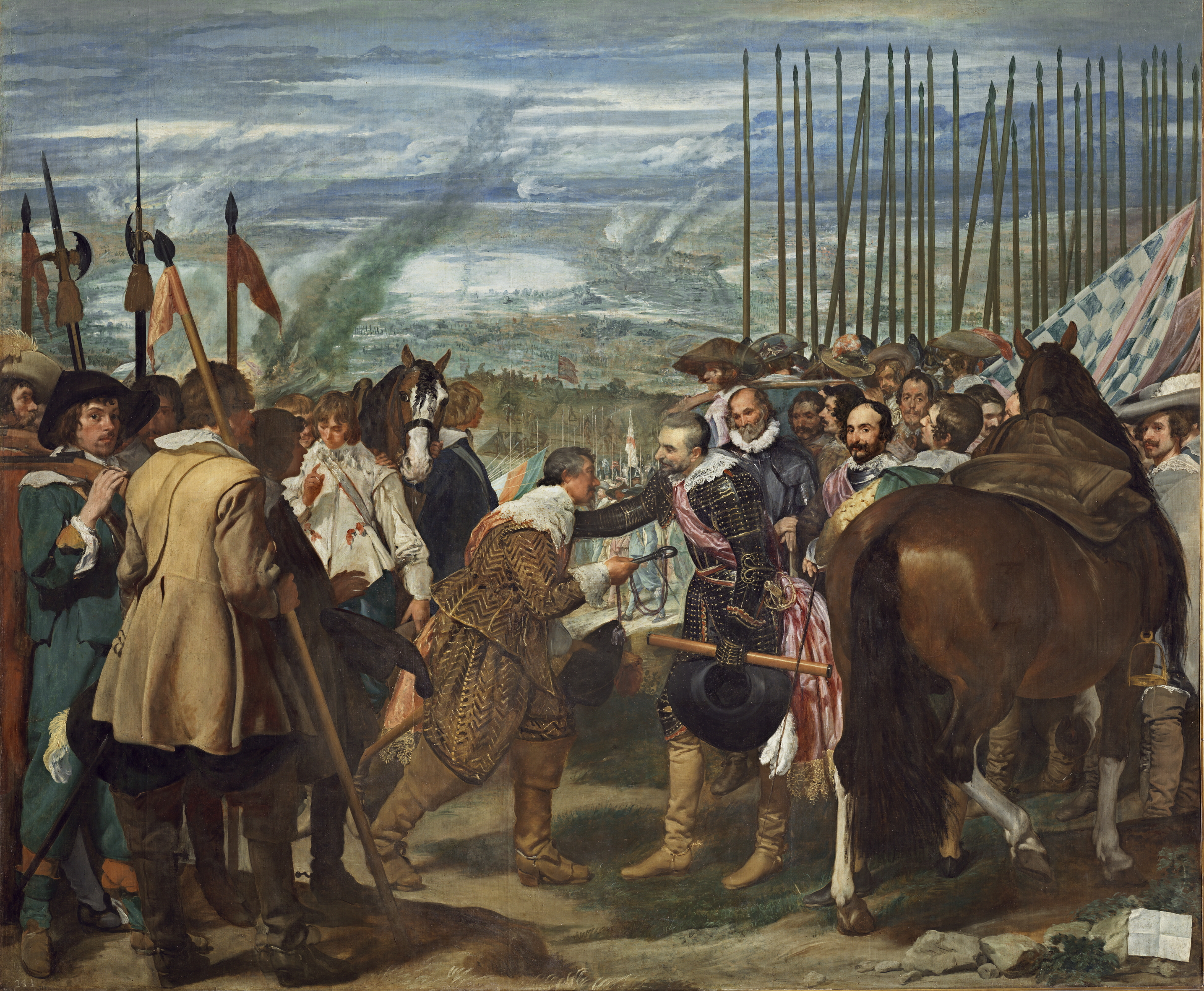
Poddanie Bredy

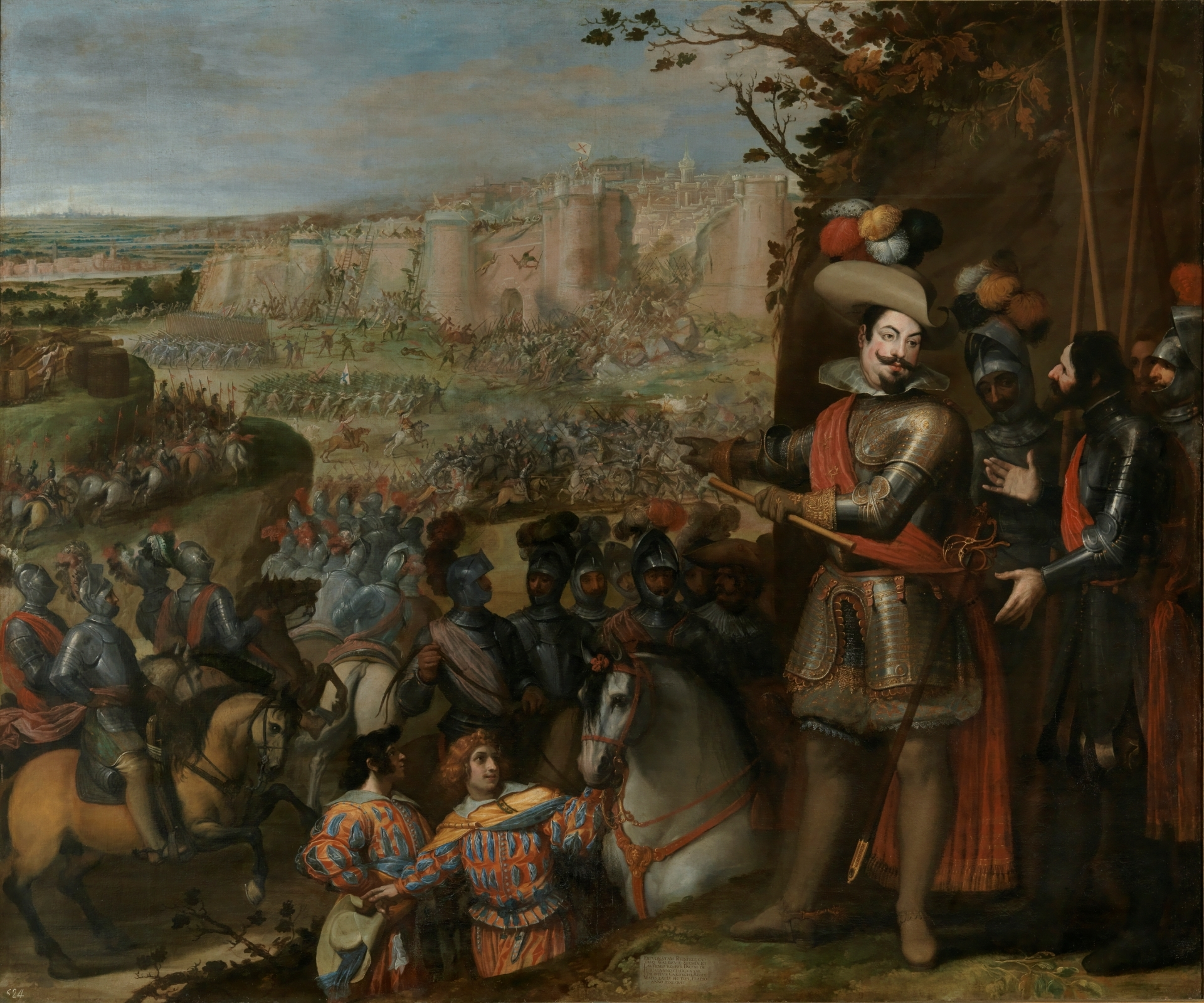
Zdobycie Rheinfelden

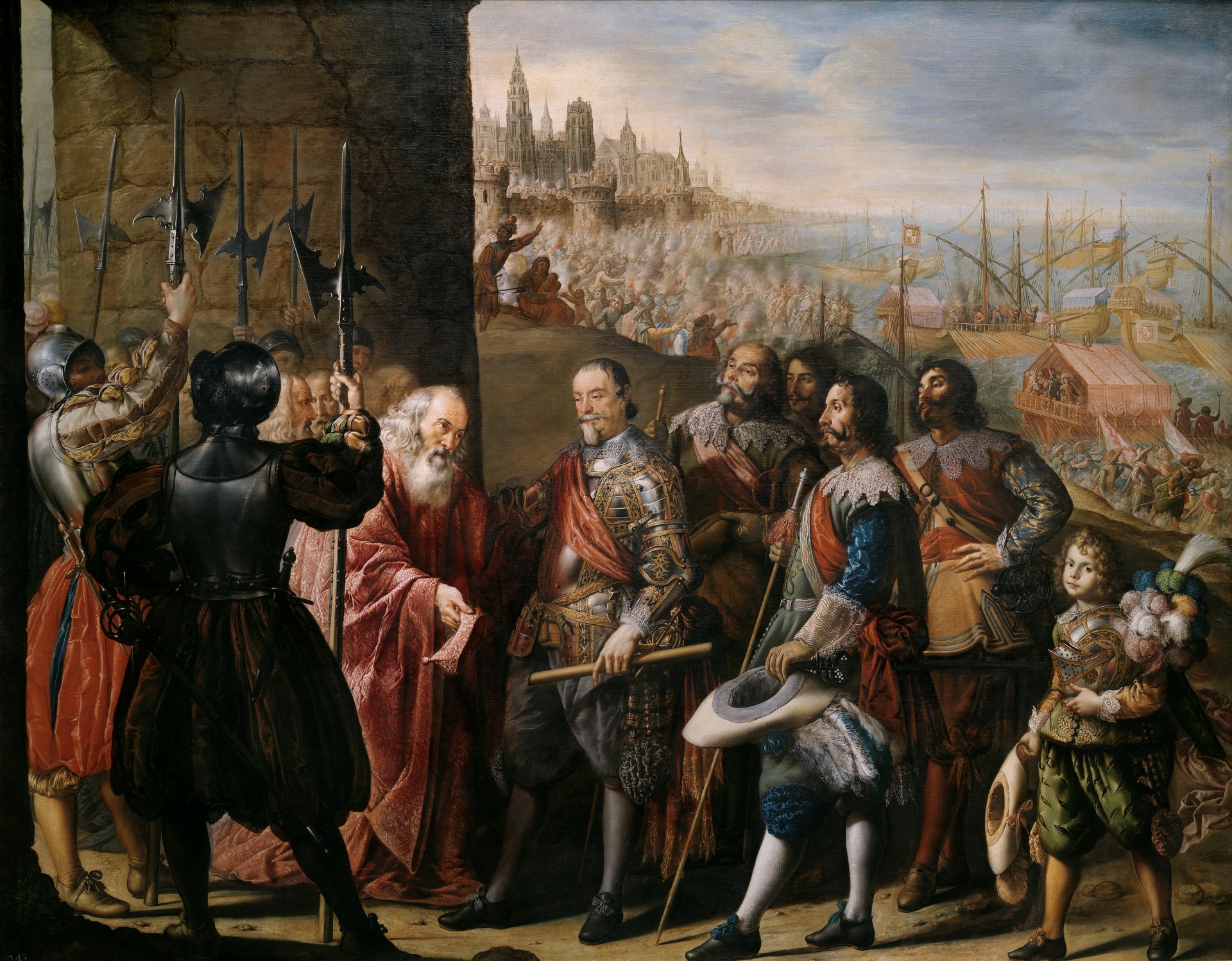
Ocalenie Genui przez drugiego markiza de Santa Cruz

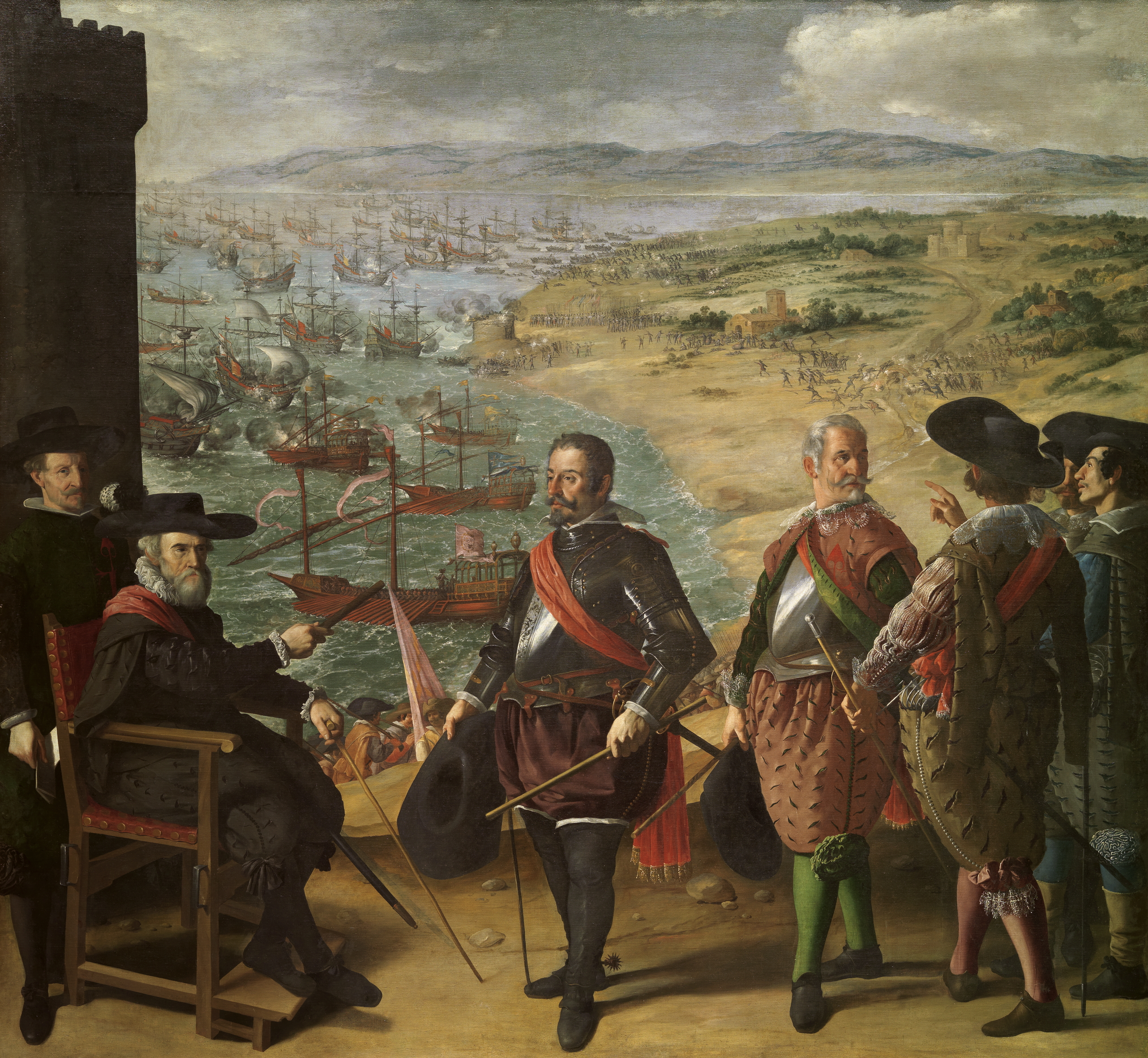
Obrona Kadyksu przed Anglikami

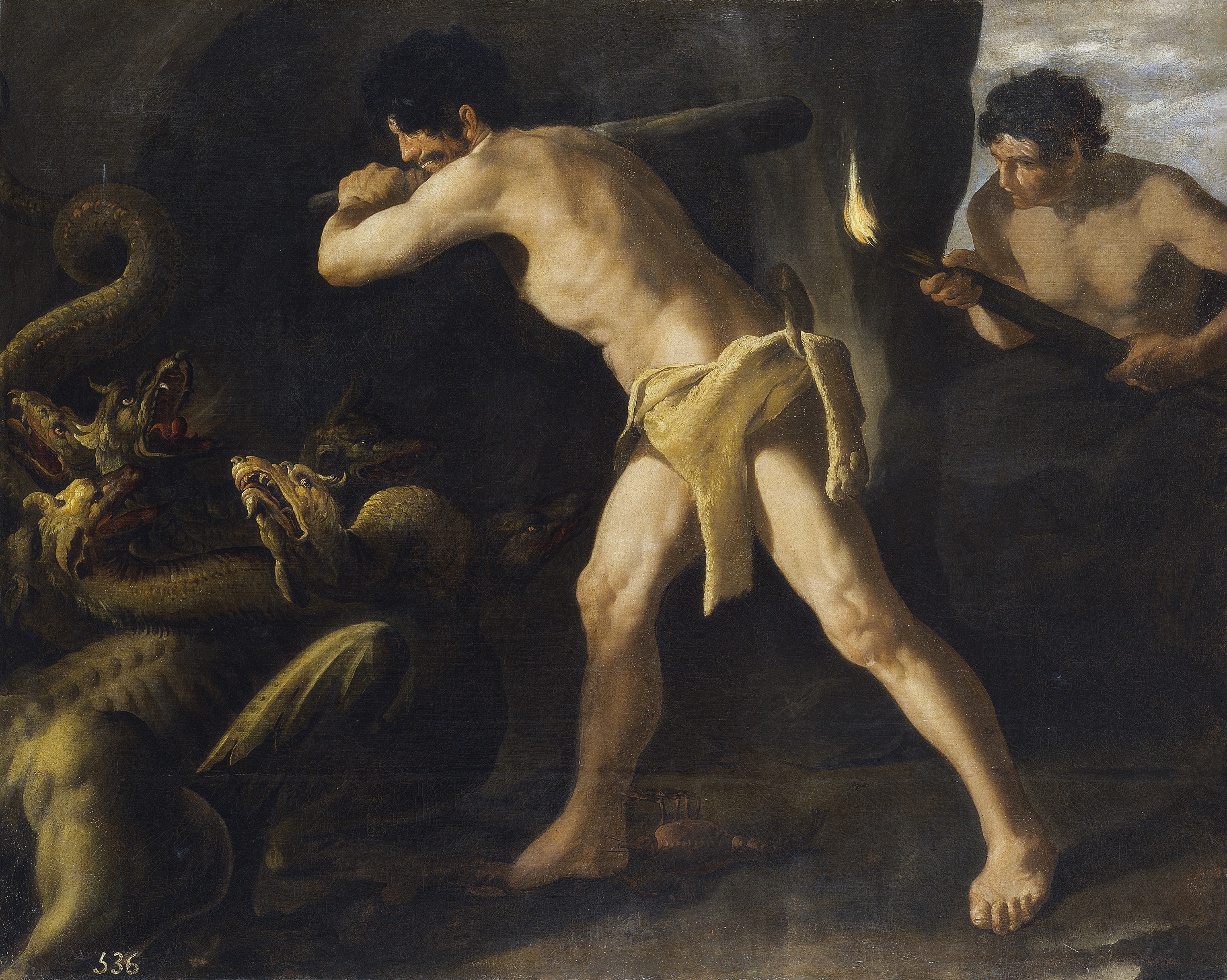
Zgładzenie hydry lernejskiej

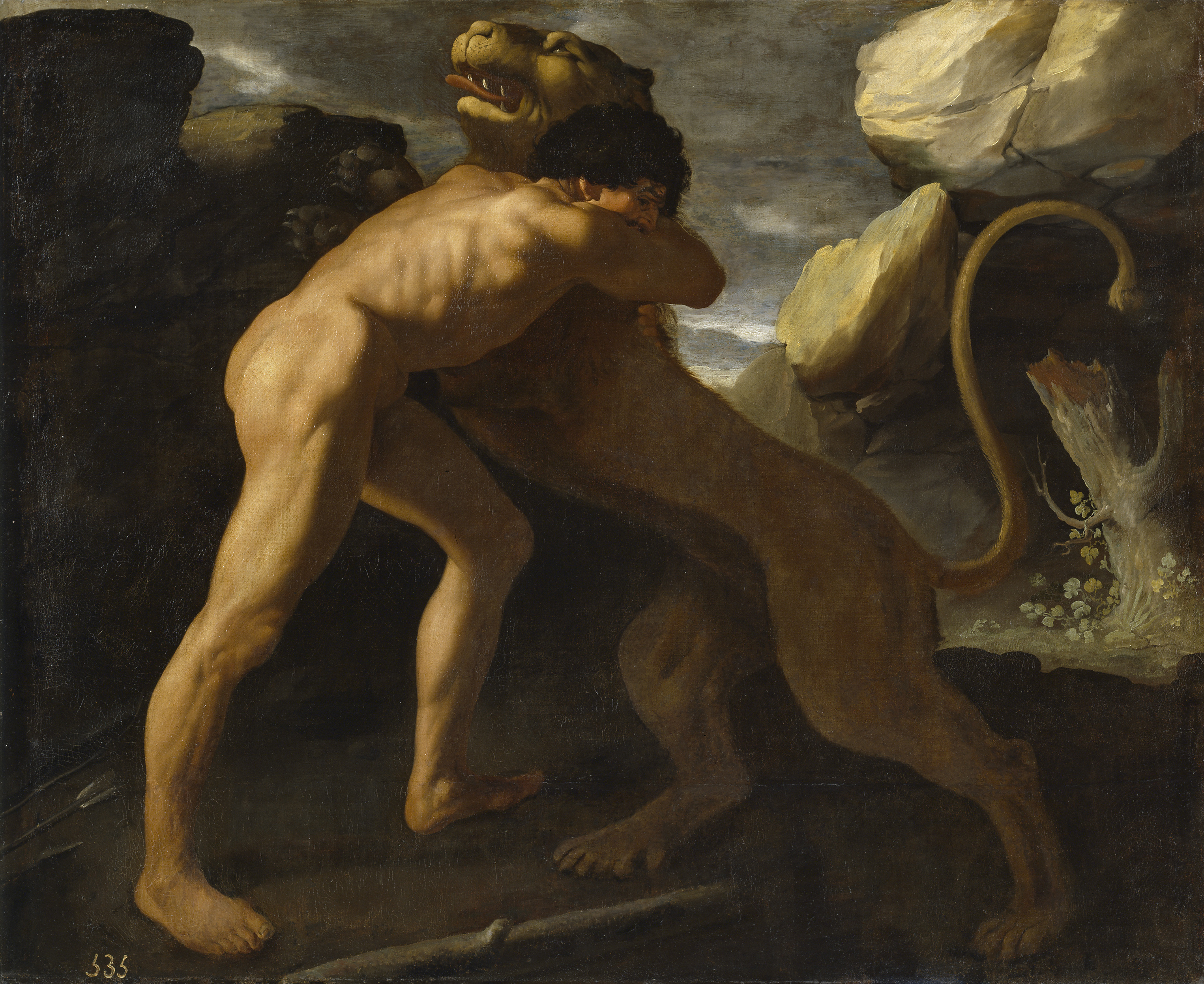
Herkules walczący z lwem nemejskim

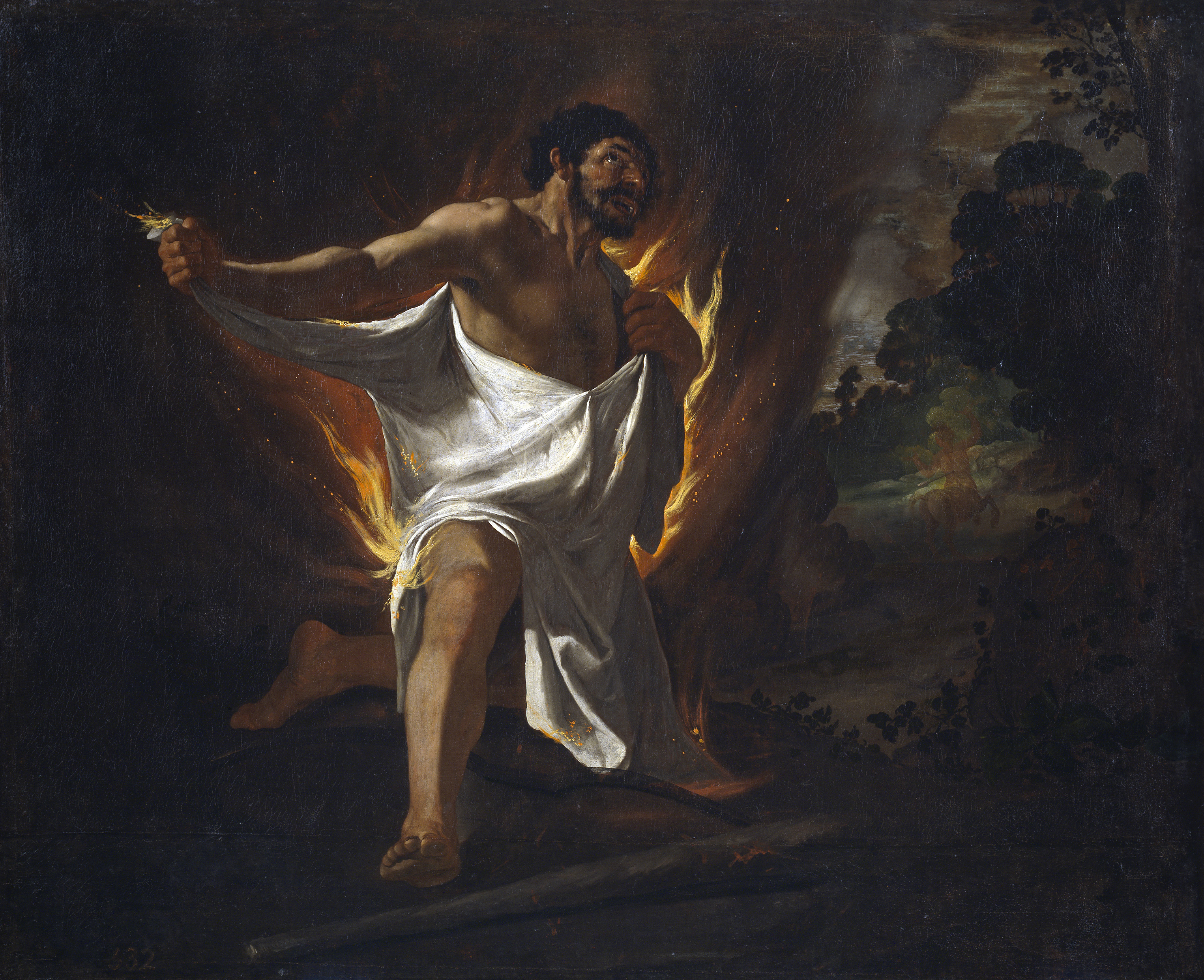
Śmierć Herkulesa

Salon Królestw zbudowano w latach 1630–1633. Wziął on swą nazwę od 24 herbów królestw wchodzących w skład monarchii hiszpańskiej w czasach panowania Filipa IV namalowanych na sklepieniu sali. Sala zajmowała znaczną przestrzeń północnego skrzydła pałacu Buen Retiro o wymiarach 34,6 × 10 m.
Do dekoracji tejże sali przywiązywano ogromne znaczenie z uwagi na to, że służyła ona jako sala tronowa i jako taka miała do spełnienia pewną funkcję prestiżową i psychologiczną. Chodziło o wywołanie odpowiedniego wrażenia na ambasadorach państw ościennych i innych osób uczestniczących w oficjalnych audiencjach u władcy największego ówczesnego imperium. Do ozdobienia Salonu Królestw król zaangażował znakomitych artystów hiszpańskich Velazqueza, Zurbarána, Antonio de Peredę, Juana Bautistę Maíno, Eugenio Cajésa, Félixa Castelo, oraz dwóch Włochów Juseppe Leonardo i Vicente Carducho (Vincenzo Carducci).
Ściany zakryto niemal w całości obrazami sztalugowymi przedstawiającymi sukcesy militarne Hiszpanii oraz portretami członków rodziny królewskiej. Dłuższe boki prostokątnej sali poświęcono tematyce wojennej umieszczając tam 12 obrazów ukazujących bitwy wygrane przez wojska Filipa IV w początkach panowania. Każdy z tych obrazów namalował inny artysta. Pomiędzy nimi, nad oknami, zawieszono 10 obrazów przedstawiających czyny Herkulesa autorstwa Zurbarána. Tematyka również nie była przypadkowa, gdyż Habsburgowie uważali się za potomków tego mitycznego herosa. Krótsze południową i północną ścianę sali udekorowano obrazami autorstwa ulubionego malarza królewskiego Diego Velázqueza. Na ścianie północnej pomiędzy tronem królewskim ulokowano konne portrety rodziców króla Filipa IV – Filipa III i Małgorzaty Austriaczki, na ścianie przeciwnej, co w zamierzeniu miało dodatkowy efekt psychologiczny dla osób wychodzących z sali, ulokowano konne portrety króla Filipa IV i jego żony Elżbiety Burbon oraz nad wejściem (stąd charakterystyczna forma przedstawionej postaci) portret następcy tronu Baltasara Carlosa – symbolizujące dziedziczność monarchii i kontynuację dynastii.

### Herby
Uzupełnienie ideowej dekoracji sali stanowiły 24 herby królestw, których dziedzicznym lub tytularnym władcą był Filip IV:
- Algarve
- Algeciras
- Aragonia
- Dwie Sycylie
- Galicja (Hiszpania)
- Gibraltar
- Grenada
- Indie Wschodnie i Zachodnie
- Jaén
- Jerozolima
- Kastylia
- León
- Murcia
- Nawarra
- Portugalia
- Sardynia
- Sewilla
- Toledo
- Walencja
- Wyspy i Ziemia Zamknięta Morza-oceanu
- Wyspy Kanaryjskie

Ponadto Filip IV nosił tytuł Arcyksięcia Austrii, księcia Burgundii, Brabantu i Mediolanu, hrabiego Habsburga, Flandrii, Tyrolu i Barcelony, Pana Vizcayi i Moliny.

## Obrazy w Salonie Królestw

### Ściana południowa (wejście)
- Portret konny króla Filipa IV. Obraz autorstwa Diego Velázqueza, olej na płótnie (303 × 317 cm), Prado
- Portret konny infanta Baltasara Carlosa. Obraz autorstwa Diego Velázqueza, olej na płótnie (209 × 173 cm), Prado
- Portret konny królowej Elżbiety Burbon. Obraz autorstwa Diego Velázqueza, olej na płótnie (301 × 314 cm), Prado

### Ściana północna (tron królewski)
- Portret konny króla Filipa III.

Obraz autorstwa Diego Velázqueza, olej na płótnie (300 × 314 cm), Prado
- Portret konny królowej Małgorzaty Austriaczki

Obraz autorstwa Diego Velázqueza, olej na płótnie (297 × 309 cm), Prado

### Ściana wschodnia
- Odzyskanie Bahía w Brazylii.

Obraz autorstwa Juana Bautisty Maíno, olej na płótnie (290 × 370 cm), Prado
- Ocalenie Genui przez drugiego markiza de Santa Cruz

Obraz autorstwa Antonio de Pereda y Salgado, olej na płótnie (290 × 370 cm), Prado
- Zwycięstwo pod Fleurus, Prado

Obraz autorstwa Vicente Carducho, olej na płótnie (297 × 365 cm), Prado
- Poddanie Juliers

Obraz autorstwa Juseppe Leonardo, olej na płótnie (307 × 381 cm), Prado
- Poddanie Bredy

Obraz autorstwa Diego Velázqueza, olej na płótnie (307 × 367 cm), Prado
- Obrona Kadyksu przed Anglikami

Obraz autorstwa Francisco de Zurbarána, olej na płótnie (302 × 323 cm), Prado
Nad oknami rozlokowano 5 obrazów Zurbarána przedstawiających czyny Herkulesa:
- Schwytanie byka kreteńskiego
- Walka Heraklesa z Anteuszem
- Schwytanie dzika erymantejskiego
- Oczyszczenie Stajni Augiasza
- Pojmanie Cerbera

### Ściana Zachodnia
- Odzyskanie wyspy San Cristóbal.

Obraz autorstwa Félixa Castelo, olej na płótnie, Prado
- Odzyskanie San Juan w Portoryko

Obraz autorstwa Eugenio Cajésa, olej na płótnie (290 × 344 cm), Prado
- Zdobycie Rheinfelden

Obraz autorstwa Vicente Carducho, olej na płótnie, Prado
- Ocalenie u wrót Konstancji.

Obraz autorstwa Vicente Carducho, olej na płótnie, Prado
Nad oknami rozlokowano 5 obrazów Zurbarána przedstawiających czyny Herkulesa:
- Zgładzenie hydry lernejskiej
- Herkules walczący z lwem nemejskim
- Rozdzielenie gór Kalpe i Abyla
- Zabicie olbrzyma Geriona
- Śmierć Herkulesa